# Лехуса
Леху́са (Лікорама, грец. Λέχουσα) — острів у західній частині Егейського моря, відноситься до островів Північні Споради. Територіально належить до муніципалітету Алонісос ному Магнісія периферії Фессалія.